# Vicente Requena «el Joven»

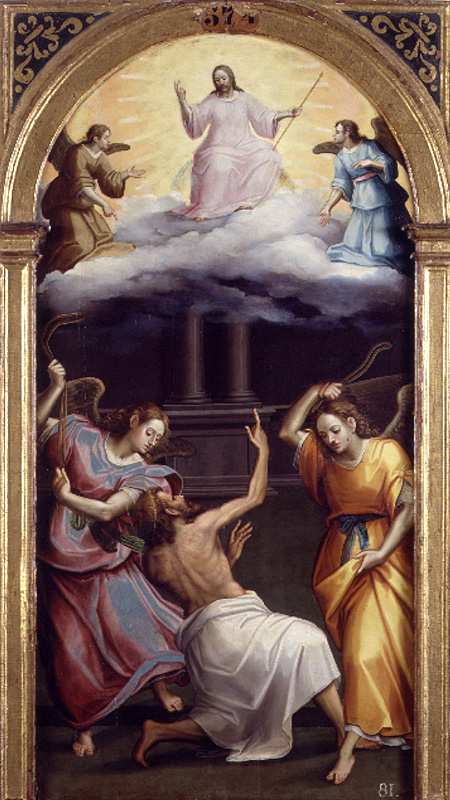
San Jerónimo azotado por los ángeles (1583-1588), óleo sobre tabla (96 x 47 cm.) Museo de Bellas Artes de Valencia, procedente del monasterio jerónimo de San Miguel de los Reyes de Valencia.

Vicente Requena el Joven (Valencia, 1556- c. 1606), fue un pintor español, hijo de Vicente Requena el Viejo, con quien seguramente se formó. 

## Biografía
Aunque formado probablemente en Valencia en el taller paterno, con quien colaboraría en alguna obra, no cabe descartar algún tipo de contacto con El Escorial, apreciándose en su pintura influencias de lo que allí hacían artistas italianos como Luca Cambiaso o Rómulo Cincinato. Para el monasterio jerónimo de San Miguel de los Reyes de Valencia pintó y doró entre 1583 y 1588 el primitivo retablo mayor, pasado a la galería del coro en el siglo XVIII, y entre 1589 y 1590 los retablos de San Miguel y de la Concepción. Al primero pertenecen las tablas de San Jerónimo azotado por los ángeles y La muerte de San Jerónimo, conservadas en el Museo de Bellas Artes de Valencia, y probablemente un Nacimiento en colección privada, en las que se aprecian aquellas influencias tanto en el rigor geométrico de las composiciones y su sentido volumétrico, que parece tomado de Cambiaso, como en las glorias celestes, nítidamente diferenciadas, con colores tomados de Cincinato.
Más tarde realizó distintos trabajos para el Palacio de la Generalidad Valenciana, donde se conserva en la Sala Nova, decorada bajo la dirección de Juan Sariñena, la pintura del Brazo eclesiástico, fechada en 1593, con los retratos de algunos prominentes personajes valencianos.